# Route nationale 682
Die Route nationale 682, kurz N 682 oder RN 682, war eine französische Nationalstraße, die von 1933 bis 1973 zwischen Aubusson und einer Kreuzung mit der ehemaligen Nationalstraße 678 westlich von Mauriac verlief. Ihre Länge betrug 100 Kilometer.